# أمبيلوناس
أمبيلون (Αμπελών) هي مدينة في لاريسا في مقاطعة فوريا إلادا في اليونان.
يبلغ عدد سكانها حوالي 6026 نسمة.